# Illa Brava
L'illa Brava és una illa de l'arxipèlag atlàntic de Cap Verd, pertanyent al grup d'illes de Sotavento. També és el nom del municipi (Brava) que abasta a aquesta illa i els veïns Ilhéus Secos. Té prop de 6.462 habitants en 67 km². La principal vila és Nova Sintra.
Brava és la menor de les illes habitades de Cap Verd. Té una escola, un liceu, una església i una plaça, la Plaça Eugénio Tavares.
Brava és una de les illes més verdes de l'arxipèlag i la seva gran quantitat de flors abunden els ulls de les quals un dia proclamat, com ilha das flores. De les habitades de Cap Verd, est és la més petita en superfície. El verd de l'illa, omple d'encants per descobrir, porta a escenaris de diversos colors i sabors, on profundes valls contrasten amb els pics més alts. Amb una costa serpentejant, badies guanyen el seu encant, on el blau del mar i el contrast de la terra verda amb els vaixells de colors que podem trobar allí. Fajã de Água és una visita obligada. La mística ciutat de Nova Sintra, capital de l'illa, que té característiques marcadament colonials. Furna és el principal port d'entrada a l'illa.

## Topònim
Quan l'illa va ser descoberta va rebre el nom de São João. Tanmateix, algun temps després el nom va ser alterat a causa de l'aspecte florit que tenia l'illa. Li va ser donat el nom de "Brava", que en portuguès significa "salvatge". Sent "brava" un adjectiu com a "rebel", "verd" o qualsevol altre. El nom de l'illa, al contrari de les altres illes capverdianes, no va regit de la preposició "de", com és el cas de substantius; Fogo, Maio, Sal) o nom de sants com illa de São Nicolau, etc. El mateix succeeix amb l'illa Terceira de les Açores (i no illa de Terceira). També en crioll capverdià hi ha aquesta diferència. Així, es diu Dja d' Sal, Dja r' Mai', Dja di Santiagu, Dja r' Fogu, però mai Dja di Braba, sinó Dja Braba.

## Població
Pel 1832 la població s'estimava en 8.000 habitants.
| 1940  | 1950  | 1960  | 1970  | 1980  | 1990  | 2000  | 2010  |
| ----- | ----- | ----- | ----- | ----- | ----- | ----- | ----- |
| 8.528 | 7.937 | 8.625 | 7.756 | 6.985 | 6.975 | 6.804 | 5.971 |

## Història
L'illa va ser descoberta en 1462, però fins a 1620 no va ser poblada fins a l'arribada de mariners provinents de Madeira i d'Açores, per això també l'illa es va mantenir al marge del comerç d'esclaus.
En 1680 la seqüència d'erupcions volcàniques a la veïna illa de Fogo va fer que una part dels habitants d'aquesta illa emigressin a Brava.
Al final del segle xviii quan els baleners de Rhode Island i New Bedford, s'aventuraven cap als mars del sud, trobaven a Brava les condicions ideals per proveir els navilis i reforçar la tripulació amb mariners experimentats. Aquest intercanvi va originar l'emigració dels bravencs per a la costa de Nova Anglaterra. En 1843 es va instal·lar un consolat estatunidenc a Brava.

## Localitats
- Cachaço
- Campo Baixo
- Cova Joana
- Cova Rodela
- Fajã de Água
- Furna
- Mato
- Mato Grande
- Nova Sintra do Monte
- Santa Bárbara
- Tantum
- Nova Sintra

## Personatges il·lustres
- Eugénio Tavares, músic.